# منشأة أبو صير
قرية منشأة أبوصير هي إحدى القرى التابعة لمركز الواسطى في محافظة بني سويف في جمهورية مصر العربية. حسب إحصاءات سنة 2006، بلغ إجمالي السكان في منشأة أبوصير 9893 نسمة، منهم 5139 رجل و4754 امرأة.